# Tiengemeten
Tiengemeten ist eine bewohnte niederländische Insel.

## Geographie
Die Insel liegt im Haringvliet, einem gemeinsamen Mündungsarm der Maas und der Waal, zwischen der (jetzt mit dem Festland verbundenen) Insel Goeree-Overflakkee und dem Festland südlich von Rotterdam. Die Insel ist etwa 7 Kilometer (km) lang, bis zu 2 km breit und erreicht eine natürliche Höhe von max. 1,6 Meter über NN. Tiengemeten hat eine Fläche von 1022 ha (10,22 km²), von denen gut 700 ha eingedeicht waren. Tiengemeten besitzt zwei kleine Häfen, über die es mit dem Festland verbunden ist.

## Verwaltung
Die Insel liegt in der Provinz Südholland und gehört zur Gemeinde Hoeksche Waard (bis 2018 Korendijk). Das westliche unbewohnte Drittel mit einer Größe von 330 Hektar gehört zum Gemeindebezirk (Wijk) Goudswaard, während der größere östliche Teil mit 692 Hektar und der Gesamtbevölkerung von 10 Einwohnern (Stand 2008) zu Zuid-Beijerland gehört.

## Geschichte
Die Insel ist aus einer Wattfläche entstanden, die seit dem 17. Jahrhundert bei normalem Hochwasserstand nicht mehr überflutet wurde und schließlich in den Jahren 1750–1860 nach und nach eingedeicht wurde. Der älteste der Polder Mariapolder liegt im Osten der Insel.
Bis in die 1990er Jahre wurden weite Teile der Insel landwirtschaftlich genutzt. Es bestanden in den 1970er Jahren zudem Überlegungen, hier u. a. eine Entlastungsstadt für Rotterdam, eine weitläufige Ferien- und Freizeitanlage, einen Frachtflughafen oder eine Lagerstätte für kontaminierten Schlick zu errichten.
Nachdem im Mai 2007 der letzte Landwirt die Insel verlassen hatte, verblieben noch 11 Einwohner.

## Planungen
In den 1990er Jahren wurde der Beschluss gefasst, die Insel in einen Naturpark zu verwandeln, nicht zuletzt aufgrund der teilweise seltenen Flora und Fauna. Die meisten der Einwohner wurden durch Entschädigungszahlungen bzw. durch adäquate neue Höfe zur Umsiedlung bewegt, so dass Tiengemeten heute lediglich 6 (laut nl. Wikipedia) ständige Einwohner hat (im Gegensatz zu etwa 60 vor noch gut 10 Jahren). Die Deiche wurden zumindest teilweise wieder geöffnet, so dass Teile der Insel regelmäßig überflutet werden.
Es sollen drei neue Landschaftszonen entstehen:
- „Wehmut“ (Weemoed) im Osten, ein rekonstruierter Polder mit historisch wiedererrichteten Deichen, Bauernhäusern und dem Anbau alter Getreidepflanzen,
- „Fülle“ (Weelde) in der Mitte der Insel mit einem überwiegend eher naturbelassenen Überschwemmungsgebiet ohne landwirtschaftliche Nutzung und
- „Wildnis“ (Wildernis) im Süden und Westen mit der bis heute noch fast unberührten Natur, die größtenteils aus kaum zugänglichen Schilf- und Reetflächen besteht.

Auch in Zukunft soll Tiengemeten ein Ausflugsziel für einen „sanften Tourismus“ sein. So soll z. B. eine neu angelegte Warft einen Überblick über die Insel verschaffen.

## Fotogalerie

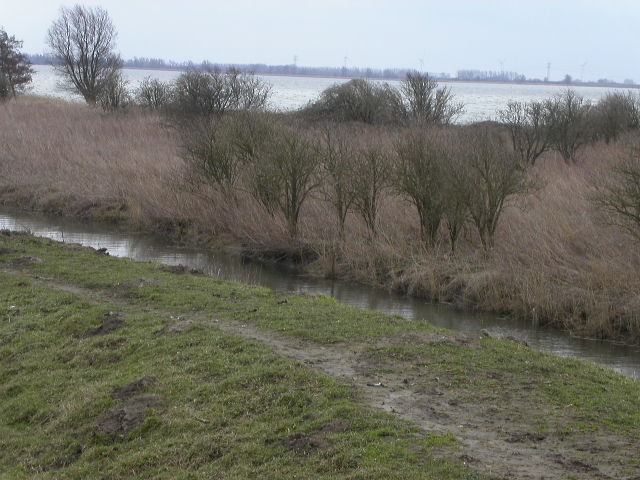
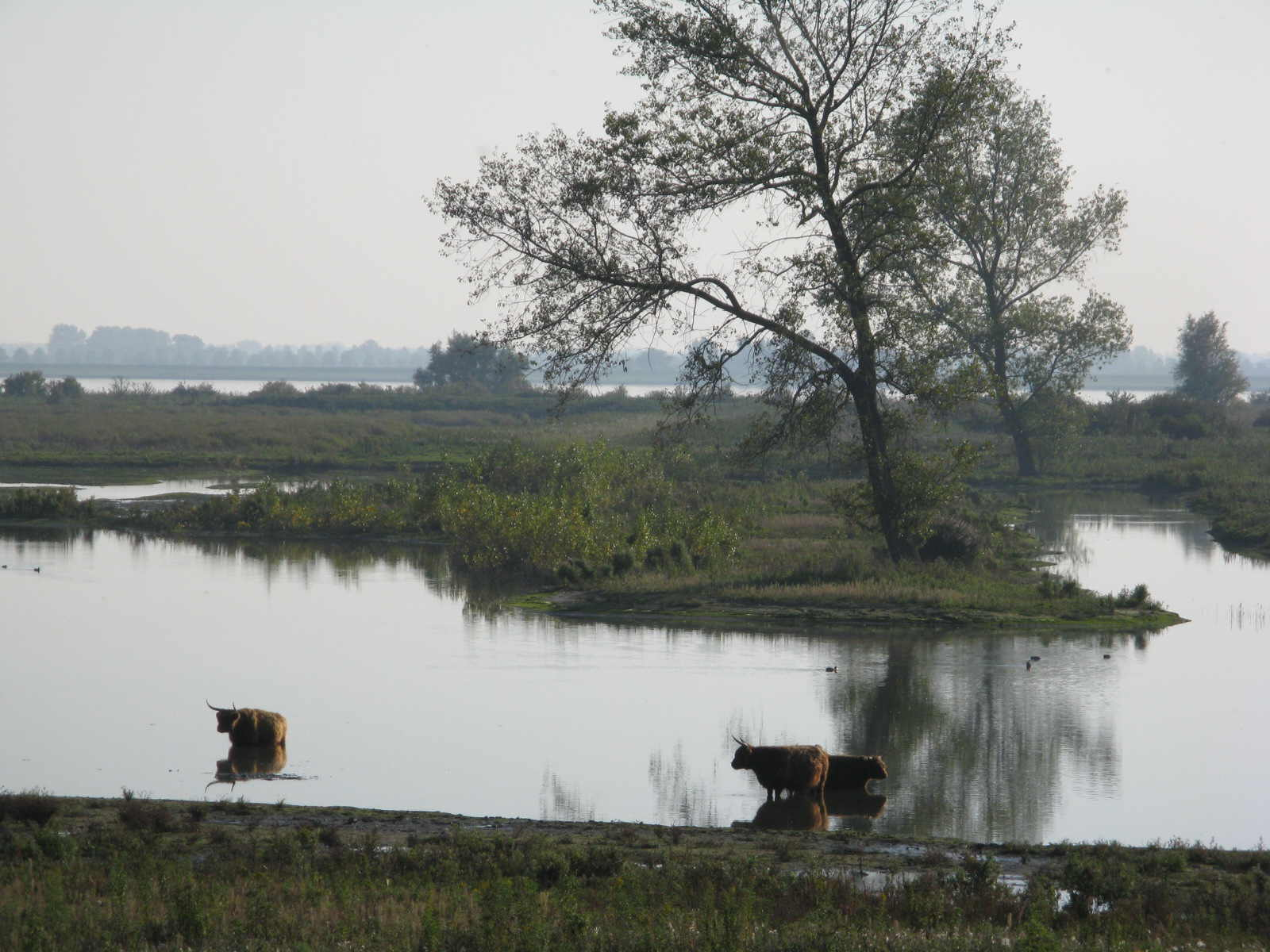
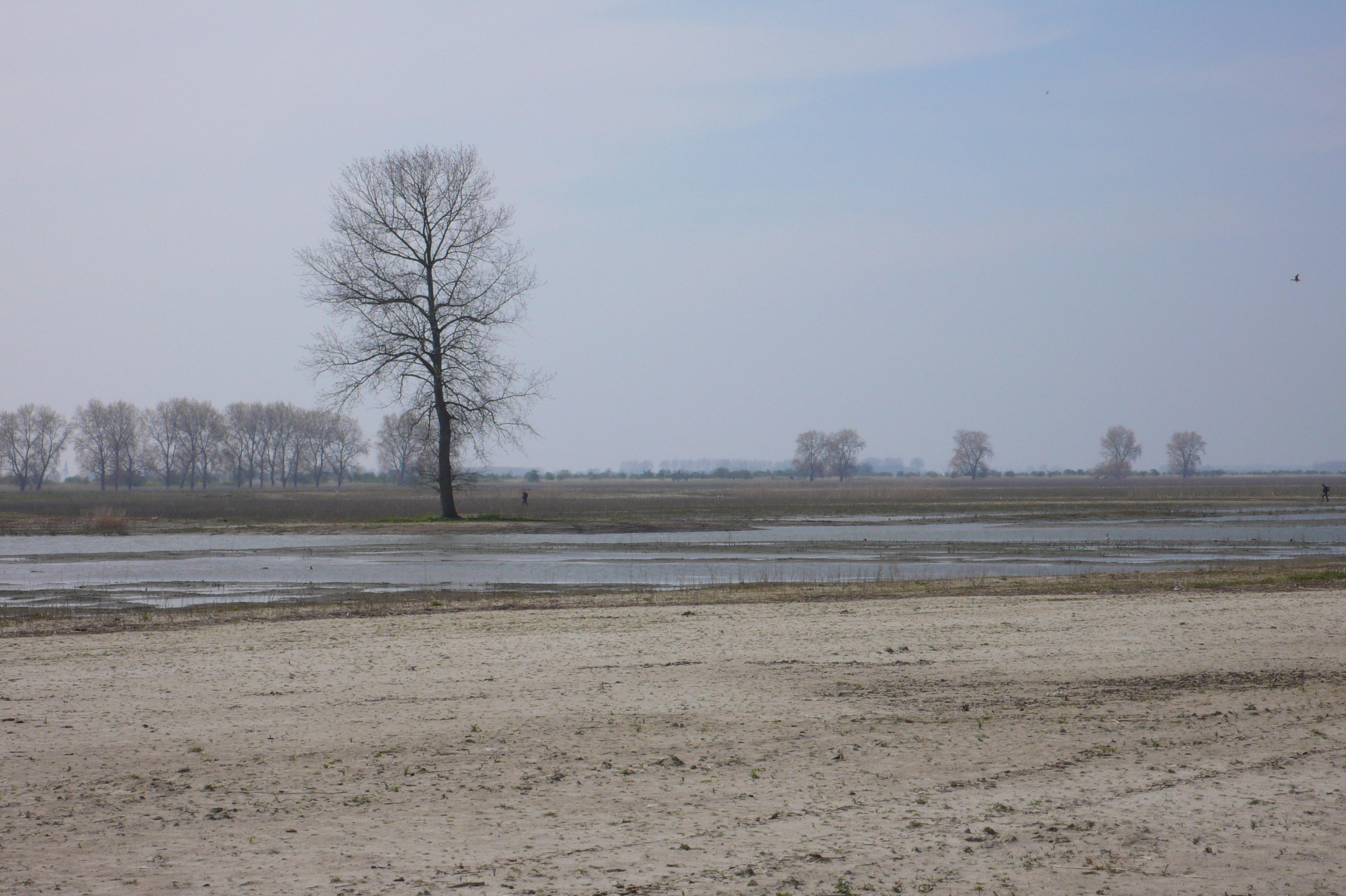
Natur